# Dominique Rinderknecht

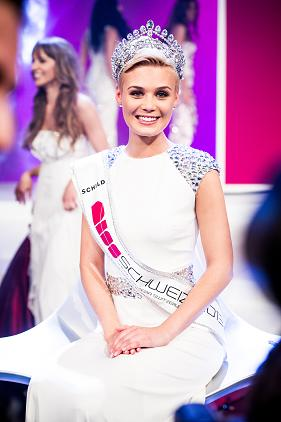
Dominique Rinderknecht (2013)

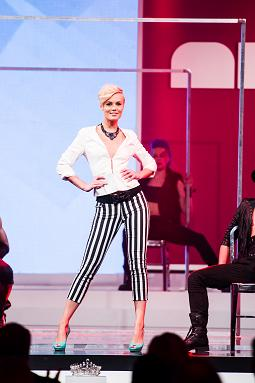
Rinderknecht bei der Wahl der Miss Schweiz 2013

Dominique Rinderknecht (* 14. Juli 1989) ist eine Schweizer Schönheitskönigin (2013).

## Leben
Dominique Rinderknecht wurde als Tochter von Helen Rinderknecht und Christian Fierz geboren. Sie hat eine jüngere Schwester und Halbschwester. Ihre Mutter Helen und ihre Grossmutter waren früher ebenfalls als Models tätig. Der ehemalige BMX-Profi und Four-Cross-Weltmeister Roger Rinderknecht ist ihr Cousin. Nach ihrer schulischen Ausbildung absolvierte Rinderknecht ein kurzes Praktikum bei der Avenir Suisse und war dort anschließend zwei Jahre als Teilzeitangestellte tätig. Von 2010 bis zu ihrem Bachelor-Abschluss 2013 in Publizistik studierte sie an der Universität Zürich Publizistik und Kommunikation.
Rinderknecht war ab Herbst 2016 mit dem Model Tamy Glauser liiert, im November 2020 gab das Paar die Trennung bekannt.
Im selben November wurde Rinderknecht auch bei The Masked Singer Switzerland als Eule enttarnt.
Seit Mai 2021 ist Rinderknecht mit dem südafrikanischen Piloten und Musiker Drew Gage verlobt und lebt in Kapstadt.

### Miss Schweiz 2013
Nach der Wahl 2011 war die Miss-Schweiz-Wahl aus dem Programm des Schweizer Fernsehens (SF), das die Veranstaltung seit mehreren Jahren live übertragen hatte, gestrichen worden. Die Wahl 2012 war daraufhin mangels Sponsoren ausgefallen, weswegen die Miss Schweiz 2011 (Alina Buchschacher) 21 Monate amtierte.
Rinderknecht ist die erste Miss Schweiz, die den Titel in einem neuen, durch die Casting-Show Germany’s Next Topmodel inspirierten Verfahren, gewann. Die Veranstaltung wurde vom Privatsender Sat 1 (Schweiz) ausgestrahlt. Der Neuen Zürcher Zeitung (NZZ) zufolge versuchten die Verantwortlichen der Miss-Schweiz-Wahl, die zuvor «etwas angestaubte Wahl» wieder zum Medienereignis zu machen.
Im Gegensatz zum früher üblichen Verfahren gab es auch einzelne Sonderpreise zu gewinnen. So gewann Dominique Rinderknecht bereits im Trainingscamp den Titel der «Miss Brain» für ihr Allgemeinwissen.
Im November 2013 nahm sie in Moskau an der Wahl zur Miss Universe teil.
Am 11. Oktober 2014 übergab sie den Titel an ihre Nachfolgerin Laetitia Guarino.

## Rezeption
Nachdem sich Teilnehmerinnen in früheren Jahren bei Fragen zu Schweizer Geschichte und Heimatkunde wiederholt blamiert hatten, kommentierte die NZZ die Wahl von Rinderknecht zur «Miss Brain» ironisch, dass es für die Publizistik-Studentin und angehende Baccalaurea Dominique Rinderknecht sicher kein Problem sei, das Matterhorn und das Bundeshaus zu erkennen.
Der SonntagsBlick titelte mit für eine Misswahl eher ungewöhnlichen Aussagen Rinderknechts und sieht sie als Verkörperung einer modernen Schweiz.
Der Kulturwissenschaftler Ralf Junkerjürgen spricht von einer leichten Provokation, die Rinderknecht für ein grosses Publikum interessant mache. Sie entspreche dem Schönheitsideal und signalisiere zugleich Selbstbestimmung und sei so eine spannende Mischung aus Anpassung und Abweichung. Dazu passe Rinderknechts Kurzhaarfrisur, die heute nicht mehr spezifisch ein Ausdruck von Feminismus, sondern von Modernität sei. Rinderknecht war die erste Miss Schweiz mit Kurzhaarschnitt.